# Metodología de desarrollo de software
La metodología de desarrollo de software en ingeniería de software es un marco de trabajo usado para estructurar, planificar y controlar el proceso de desarrollo en sistemas de información.

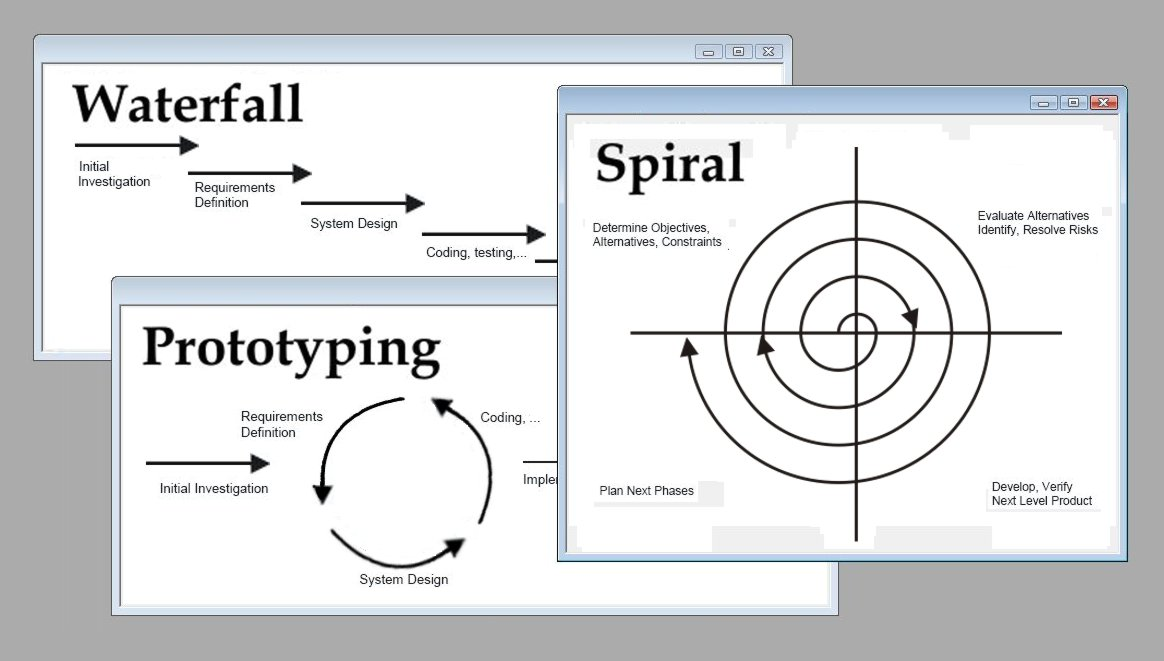
Tres patrones básicos en las metodologías de desarrollo de software.

## Introducción
Una metodología para el desarrollo de software se refiere a un framework (marco de trabajo) que es usado para estructurar, planear y controlar el proceso de desarrollo en sistemas de información. 
A lo largo del tiempo, se han desarrollado muchos métodos, cada uno con sus fortalezas y debilidades
Un framework para metodología de desarrollo de software consiste en:
- Una filosofía de desarrollo de programas de computación con el enfoque del proceso de desarrollo de software
- Herramientas, modelos y métodos para asistir al proceso de desarrollo de software

Estos frameworks se asocian habitualmente con organizaciones que desarrollan, apoyan el uso y promueven la metodología.

## Historia
El desarrollo de los sistemas tradicionales de ciclo de vida se originó en la década de 1960 para desarrollar a gran escala funcional de sistemas de negocio en una época de grandes conglomerados empresariales. La idea principal era continuar el desarrollo de los sistemas de información de manera deliberada, estructurada y metódica, reiterando cada una de las etapas del ciclo de vida.
Las metodologías de desarrollo de software tienen como objetivo presentar un conjunto de técnicas tradicionales y modernas de modelado de sistemas que permitan desarrollar software de calidad, incluyendo heurísticas de construcción y criterios de comparación de modelos de sistemas. 
Para tal fin se describen, fundamentalmente, herramientas de Análisis y Diseño Orientado a Objetos (UML), sus diagramas, especificación, y criterios de aplicación de las mismas. Como complemento se describirán las metodologías de desarrollo de software que utilizan dichas herramientas, ciclos de vida asociados y discusión sobre el proceso de desarrollo de software más adecuado para las diferentes aplicaciones ejemplos que se presentarán. Principalmente, se presentará el Proceso Unificado, el cual utiliza un ciclo de vida iterativo e incremental.
- Kendall y Kendall

1. Identificación del problema, oportunidades y objetivos.
2. Determinación de los requerimientos de información.
3. Análisis de las necesidades del sistema.
4. Diseño del sistema recomendado.
5. Desarrollo y documentación del software.
6. Pruebas y mantenimiento del sistema.
7. Implantación y evaluación del sistema.

- James Senn

1. Ciclo de vida y desarrollo del sistema.
2. Desarrollo por análisis estructurado
3. Prototipo del sistema.

- Llorens Fábregas

1. Requerimientos.
2. Análisis/Diseño.
3. Construcción.
4. Pruebas.
5. Producción y mantenimiento.

- Jonas Montilva

1. Definir el proyecto.
2. Análisis del contexto.
3. Definición de los requerimientos.
4. Diseño preliminar.
5. Diseño detallado.

- Roger Pressman

1. Análisis de los requerimientos del Software.
2. Diseño.
3. Generación de código.
4. Pruebas.
5. Mantenimiento.

## Metodologías de desarrollo de software
1. Metodología ágil: Es una de varias metodologías de desarrollo de software basadas en el desarrollo iterativo e incremental, en contraposición a las metodologías tradicionales de desarrollo de software lineal o cascada.
2. Metodologías tradicionales: Imponen una disciplina de trabajo sobre el proceso de desarrollo del software, con el fin de conseguir un software más eficiente. Para ello, se hace énfasis en la planificación total de todo el trabajo a realizar y una vez que esta todo detallado, comienza el ciclo de desarrollo del producto software.

1970
- Programación estructurada desde 1969
- Programación estructurada de Jackson desde 1975

1980
- Structured Systems Analysis and Design Methodology (SSADM) desde 1980
- Structured Analysis and Design Technique (SADT) desde 1980
- Ingeniería de la información (IE/IEM) desde 1981

1990
- Rapid application development (RAD) desde 1991.
- Programación orientada a objetos (OOP) a lo largo de la década de los 90's
- Virtual finite state machine (VFSM) desde 1990s
- Dynamic Systems Development Method desarrollado en UK desde 1995.
- Scrum (desarrollo), en la última parte de los 90's
- Rational Unified Process (RUP) desde 1999.
- Extreme Programming (XP) desde 1999

2000
- Enterprise Unified Process (EUP) extensiones RUP desde 2002
- Constructionist design methodology (CDM) desde 2004 por Kristinn R. Thórisson
- Agile Unified Process (AUP) desde 2005 por Scott Ambler

## Enfoques de desarrollo de software
Cada metodología de desarrollo de software tiene más o menos su propio enfoque para el desarrollo de software. Estos son los enfoques más generales, que se desarrollan en varias metodologías específicas. Estos enfoques son los siguientes:
- Modelo en cascada: Framework lineal.
- Prototipado: Framework iterativo.
- Incremental: Combinación de framework lineal e iterativo.
- Espiral: Combinación de framework lineal e iterativo.
- Desarrollo rápido de aplicaciones (RAD): framework iterativo.

### Modelo en cascada
Es un proceso secuencial, fácil de desarrollo en el que los pasos de desarrollo son vistos hacia abajo (como en una cascada de agua) a través de las fases de análisis de las necesidades, el diseño, implantación, pruebas (validación), la integración, y mantenimiento. La primera descripción formal del modelo de cascada se cita a menudo a un artículo publicado por Winston Royce W. en 1970, aunque Royce no utiliza el término "cascada" de este artículo.
Los principios básicos del modelo de cascada son los siguientes:
- El proyecto está dividido en fases secuenciales, con cierta superposición y splashback aceptable entre fases.
- Se hace hincapié en la planificación, los horarios, fechas, presupuestos y ejecución de todo un sistema de una sola vez.
- Un estricto control se mantiene durante la vida del proyecto a través de la utilización de una amplia documentación escrita, así como a través de comentarios y aprobación / signoff hechas por el usuario y la gestión del área TI al final de la mayoría de las fases y antes de comenzar la próxima fase.

### Prototipo
Permite desarrollar modelos de aplicaciones de software que permiten ver la funcionalidad básica de la misma, sin necesariamente incluir toda la lógica o características del modelo terminado. El prototipo permite al cliente evaluar en forma temprana el producto, e interactuar con los diseñadores y desarrolladores para saber si se está cumpliendo con las expectativas y las funcionalidades acordadas. Los prototipos no poseen la funcionalidad total del sistema pero si condensa la idea principal del mismo, poco a poco crece su funcionalidad, y maneja un alto grado de participación del usuario.

### Incremental
Provee una estrategia para controlar la complejidad y los riesgos, desarrollando una parte del producto software reservando el resto de aspectos para el futuro.

### Espiral
Los principios básicos son:
- La atención se centra en la evaluación y reducción del riesgo del proyecto dividiendo el proyecto en segmentos más pequeños y proporcionar más facilidad de cambio durante el proceso de desarrollo, así como ofrecer la oportunidad de evaluar los riesgos en fases tempranas del desarrollo.
- Cada viaje alrededor de la espiral atraviesa cuatro cuadrantes básicos:

1. Determinar objetivos, alternativas, y desencadenantes de la iteración.
2. Evaluar alternativas; Identificar y resolver los riesgos.
3. Desarrollar y verificar los resultados de la iteración.
4. Plan de la próxima iteración.

- Cada ciclo comienza con la identificación de los interesados y sus condiciones de ganancia, y termina con la revisión y examen.

### Desarrollo rápido de aplicaciones
El desarrollo rápido de aplicaciones (Rapid Application Development, RAD) es una metodología de desarrollo de software, que implica el desarrollo iterativo y la construcción de prototipos. El desarrollo rápido de aplicaciones es un término originalmente utilizado para describir un proceso de desarrollo de software introducido por James Martin en 1991.
Principios básicos:
- Objetivo clave es para un rápido desarrollo eficaz y eficiente de la entrega de una tarea a través de una alta calidad en un sistema de relativamente bajo coste de inversión.
- Intenta reducir los riesgos inherentes del proyecto partiéndolo en segmentos más pequeños y proporcionar más facilidad de cambio durante el proceso de desarrollo.
- Orientación dedicada a producir sistemas de alta calidad con rapidez, principalmente mediante el uso de iteración por prototipos (en cualquier etapa de desarrollo), promueve la participación de los usuarios y el uso de herramientas de desarrollo computarizadas. Estas herramientas pueden incluir constructores de Interfaz gráfica de usuario (GUI), las herramientas (CASE) Computer Aided Software Engineering, los sistemas de gestión de bases de datos (DBMS), lenguajes de programación de cuarta generación, generadores de código, y técnicas orientada a objetos.
- Hace hincapié en el cumplimiento de la necesidad comercial, mientras que la ingeniería tecnológica o la excelencia es de menor importancia.
- Control de proyecto implica el desarrollo de prioridades y la definición de los plazos de entrega. Si el proyecto empieza a aplazarse, se hace hincapié en la reducción de requisitos para el ajuste, no en el aumento de la fecha límite.
- En general incluye Joint application development (JAD), donde los usuarios están intensamente participando en el diseño del sistema, ya sea a través de la creación de consenso estructurado en talleres, o por vía electrónica.
- La participación activa de los usuarios es imprescindible.
- Iterativamente realiza la producción de software, en lugar de enfocarse únicamente en un prototipo.
- Produce la documentación necesaria para facilitar el futuro desarrollo y mantenimiento.

### Otros enfoques de desarrollo de software
- Metodologías de desarrollo Orientado a objetos, Diseño orientado a objetos (OOD) de Grady Booch, también conocido como Análisis y Diseño Orientado a Objetos (OOAD). El modelo incluye seis diagramas:

1. De clase
2. De objetos
3. De estados de transición
4. De interacción
5. De módulo
6. De proceso

- Top-down programming, evolucionado en la década de 1970 por el investigador de IBM Harlan Mills y Niklaus Wirth en Desarrollo Estructurado.
- Proceso Unificado, es una metodología de desarrollo de software, basado en UML. Organiza el desarrollo de software en cuatro fases, cada una de ellas con la ejecución de una o más iteraciones de desarrollo de software:

1. Creación
2. Elaboración
3. Construcción
4. Directrices

Hay una serie de herramientas y productos diseñados para facilitar la aplicación. Una de las versiones más populares es la de Rational Unified Process.